# Literární žánry Starého zákona
Literární žánry Starého zákona vznikly při převodu ústní tradice do písemné podoby. Mnohé texty, uchované ve Starém zákoně, nebyly určeny primárně k literárnímu užití a teprve později byly shrnuty do knihy. Tyto texty měly své místo v životě Izraelitů (všední život, liturgie aj.) a toto místo pak také určovalo zvolení literárního žánru. Z žánru lze zase do jisté míry naopak poznat životní události Izraelitů.

## Vznik žánru

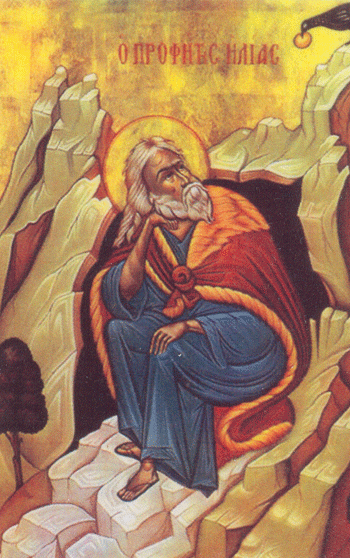
Prorok Elijáš kritizoval odklon Izraelitů od Hospodina a vyzýval k návratu k původním hodnotám.

Protože text, předávaný původně ústně, byl zapsáním do knihy mnohdy vytržen z původního kontextu a vsazen do prostředí nového, modifikoval se i žánr. Z různých drobnějších vyprávění tak vznikaly rozsáhlé příběhy, které pak zpětně nacházely své místo v životě Izraelců – např. při předčítání v synagogách.
Zapisovatelé a redaktoři byli bezpochyby lidé vzdělaní a znali i literaturu okolních národů. Většinou taky psali s jistým teologickým záměrem – to je nejzřetelnější snad v deuteronomistickém dějepravném díle.

### Prostředí vzniku žánrů
Žánry Starého zákona byly velkou měrou určovány prostředím, ve kterém vznikly. Mezi hlavní oblasti života patřily tyto:
- Všední život (rodina, kmen, čeleď, obec) – většina literární tvorby byla pro zaznamenání „nezajímavá“, některé prvky se přesto uchovaly: ustálené formy pozdravu, žehnání, milostné a pracovní písně, nářky, přísloví, hádanky, pohádky, legendy, pověsti.
- Právní praxe – ve staroizraelských městech chybělo větší prostranství, soudy se proto konaly „v bráně“.[5] Dochovaly se jednak popisy průběhu pří, ale také právní výnosy (zákazy a příkazy) a kletby.
- Kult – podléhal proměnám společenství. Během nomádského období kult nebyl směřován na jedno místo, ale svatyně byly transportovatelné; zvíře bylo pro nomády nejcennějším majetkem, a jeho obětování tak nabývalo vysoce náboženské povahy. S přechodem k usedlému životu byly zřizovány stálé svatyně, kde se konaly několikrát ročně slavnosti. Vznikaly jednak legitimující legendy (legitimovaly místo slavnosti, svátek či zvyklost), kultovní předpisy a žalmy.
- Politické instituce – s politickou činností vznikaly anály a seznamy, dějepravné příběhy (oficiální historie) a v dvorském prostředí také královské žalmy a mudroslovná literatura.
- Profétie – obraz proroků není jednotný (jednalo se o skupiny i jednotlivce). Jejich cílem nebylo vytvořit novou teologii, ale spíše přinášeli nové akcenty.

## Popis a výskyt žánrů

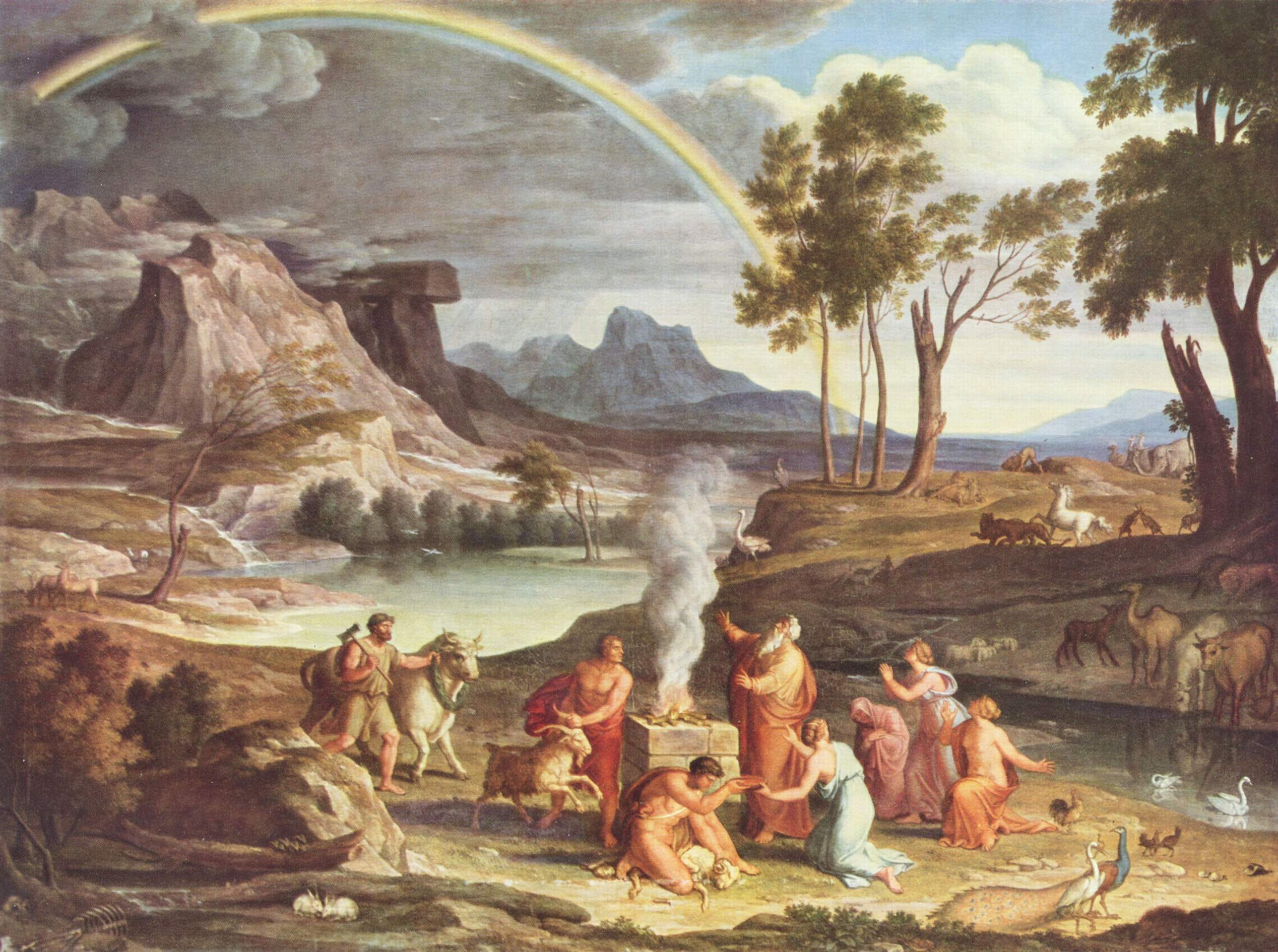
Příběh o potopě – paralely se objevují nejen v Mezopotámii, ale také např. u Indiánů.

### Próza

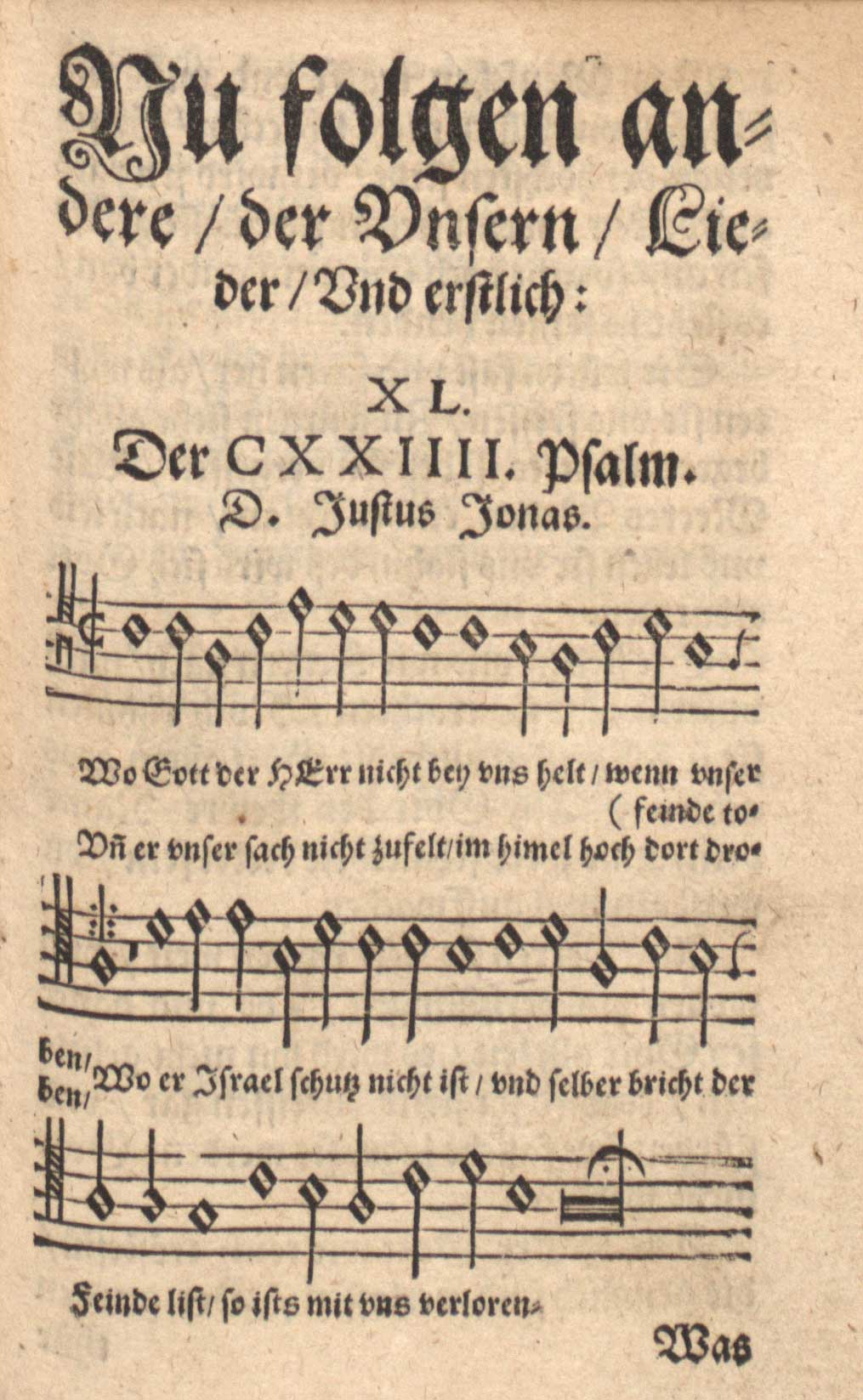
Žalmy jsou důležitou součástí nejen židovské, ale i křesťanské liturgie

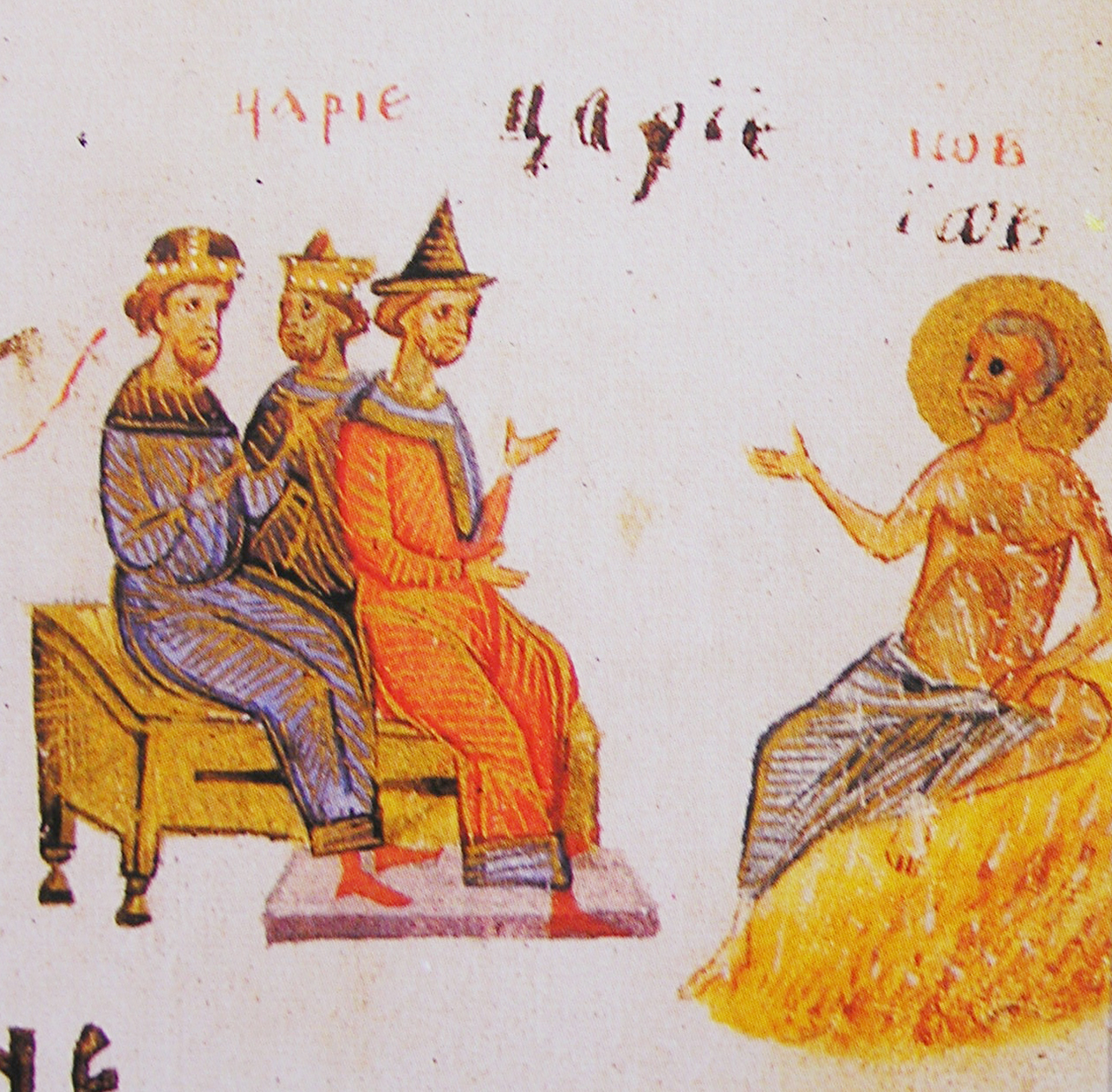
Spravedlivý Jób a jeho přátelé, kteří zastávají postoj pragmatické morálky.

Mezi prozaické texty, které se nacházejí ve Starém zákoně patří zejména:
- Mýty – nacházejí se zejména v knize Genesis (stvoření světa, potopa). Velmi úzké paralely lze najít v mezopotámské mytologii (Enuma Eliš, Enki a Ninmach, Epos o Atrachasísovi, Epos o Gilgamešovi aj.),[6] Bible však podává zcela odlišnou interpretaci – Bůh není vykreslen jako rozmarný, nevypočitatelný, či dokonce zlý, ale naopak je jasně řečeno, že vše, co Bůh stvořil, je dobré.[7] K přenosu mezopotámských mýtů mezi Židy mohlo dojít možná působením nomádských kmenů, které do Palestiny přicházely z východu, určitě pak během babylonského zajetí.
- Příběhy – ságy (příběhy praotců, Gn 12-38, mnohdy etymologie jmen míst a etnik), legendy (Mojžíšův příběh, Ex, paralela v příběhu Sargona Akkadského), novely (Josefův příběh Gn 39-50, Rút, Ester), bajky a podobenství (Sd 9, 2 Kr 14).
- Hádanky (Sd 14), přísloví.
- Legislativní texty – obsažena zejména v knihách Exodus, Leviticus a Deuteronomium, mnohé prvky byly přejaty z mezopotámského prostředí (Chammurapiho zákoník či zákoník nalezený v Aššuru, obsahující např. levirátní manželství).

### Poezie
Starozákonní poezie, stejně jako poezie mezopotámská, je velmi odlišná od poezie evropské, nezná totiž rým (pokud se nějaký v textech vyskytuje, jde o jev náhodný). O tom, zdali obsahují starozákonní texty metrum a o jaký druh metra by se mělo jednat, se badatelé neshodují; zřetelné je metrum pouze u žánru žalozpěvu (tzv. kíná, קינה), například v knize Pláč Jeremjášův. Existují však specifické znaky, které poetické texty odlišují od prozaických:
- obrazný jazyk, založený především na (často složitých) metaforách;
- paralelismus membrorum – verše jsou složeny ze dvou částí, obsah první části je zopakován v části druhé za použití jiných slov[8];
- akrostich – verše (či dokonce celé strofy), především takzvaný alfabetický akrostich, kdy verše začínají postupně jednotlivými písmeny abecedy;
- vybranější jazyk, například užívající archaismů.

Mezi hlavní poetické žánry ve Starém zákoně patří:
- Sakrální písně – hymny, prosby, ódy
- Profánní písně – válečné a vítězné (i zde se mnohdy vyskytuje náboženský kontext, protože biblické války byly válkami Božími, např. Ex 15), pracovní, pijácké, satirické, žalozpěvy. Z těchto písní se však uchovaly jen fragmenty, v textu mnohdy zbyly jen odkazy, že tyto písně existovaly.[9]
- Žalmy – modlitba, někdy také vysloveně píseň (doprovázena hudebními nástroji). Po zničení Chrámu se staly základem synagogální liturgie. Žalmy lze nalézt i mimo biblický kánon, např. mezi svitky od Mrtvého moře či v egyptském (Achnatonově) hymnu na Atona.
- Žalozpěvy – zejména kniha Pláč – nářek nad zničením Jeruzaléma, obdoba se nachází znovu v mezopotámské literatuře (Nářek nad zkázou města Uru).
- Mudrosloví – jednak v podobě jednotlivých výroků, zejména však v celých knihách: oproti knize Přísloví, kde mají výroky silně pragmatický ráz (Tomu, kdo bude ctít Hospodina, tomu se povede dobře, tomu, kdo tak nebude činit, se povede zle.), stojí kniha Jób a Kohelet, které polemizují s tímto pragmatismem a ukazují, že tento mechanismus nefunguje. Obě tyto knihy jsou specifické – prvá se ptá na původ zla, druhá je pak silně ovlivněna helénismem. Krom těchto knih existují další texty mimo hebrejský kánon, dochované však jen v řecké Septuagintě – Kniha moudrosti a kniha Sírachovec (hebrejské fragmenty Sírachovce však byly nalezeny mezi texty Káhirské genízy).
- Milostná píseň – Píseň písní, která mnohým vykladačům dosud činí problémy. Paralely lze najít v mezopotámské literatuře (hymny na Ištar), či beduínských svatebních zvyklostech.
- Profétie – prorocké texty, když se naplnily, mnohdy ztratily svůj původní význam, uchováním však získaly smysl nový, většinou eschatologický. Krom prorockých knih se prorocká slova nacházejí zejména v 1. a 2. knize Samuelově (Samuel) a 1. a 2. knize královské (Elijáš, Elíša).
- Apokalyptika – texty obsahující eschatologické představy a představy o konci světa. Ve Starém zákoně zejména v knize Daniel, v menší míře pak v knize Zacharjáš. Obdobu lze nalézt v některých apokryfních spisech a v novozákonní knize Zjevení Janovo.